# Spelen van het Verre Oosten

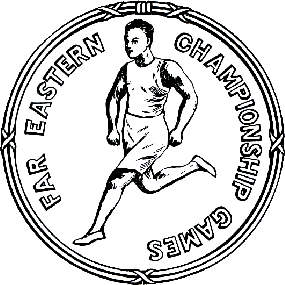
Logo van de Verre Oosten Spelen

De Spelen van het Verre Oosten (of Far Eastern Championship Games) was een sporttoernooi tussen meerdere Aziatische landen dat bestond tussen 1913 en 1938 en een voorloper was van de Aziatische Spelen.
De spelen werden in 1912 bedacht door E.S. Brown, voorzitter van de Filipijnse atletiekbond, en voorgesteld aan China en Japan. De organisatie, de Far Eastern Olympic Association (FEAA), werd opgezet door William Cameron Forbes en de eerste spelen werden in 1913 in Manilla gehouden met deelnames uit zes landen. De spelen werden om de twee jaar gehouden tot 1929 toen Japan de editie naar 1930 verschoof. Na de Japanse invasie in China in 1937 en het Marco Polobrugincident dat de aanleiding vormde voor de Tweede Chinees-Japanse Oorlog, werd de elfde editie in 1938 in Japan afgelast en de spelen zouden hierna niet meer plaatsvinden.

## Edities

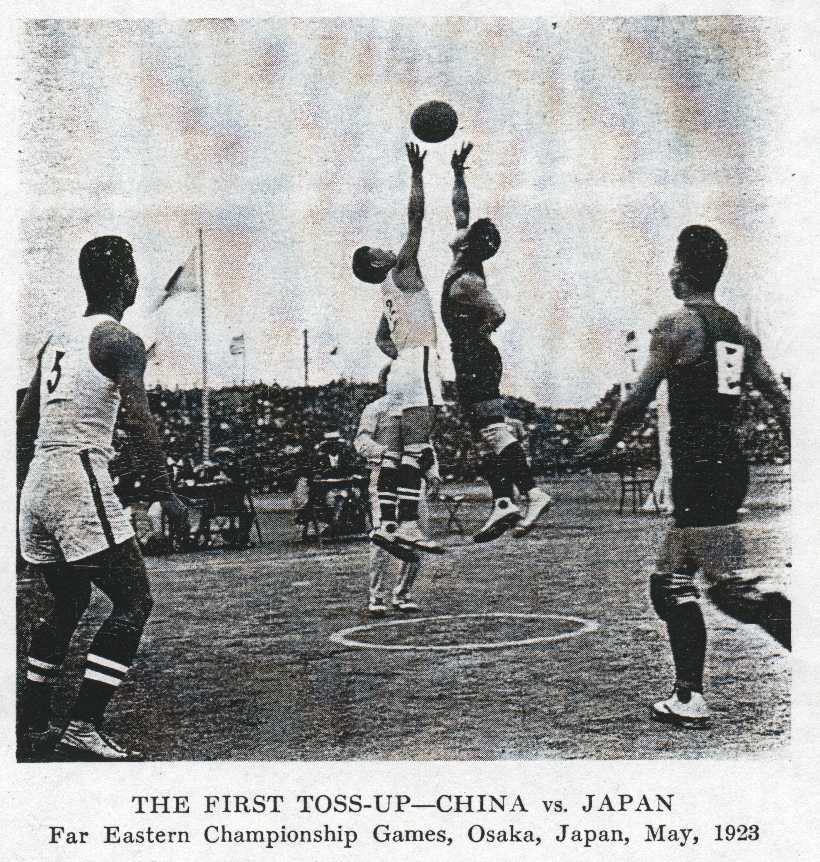
Basketbal op de Verre Oosten Spelen 1923, China tegen Japan

- 1913: Manilla, Filipijnen
- 1915: Shanghai, China
- 1917: Tokio, Japan
- 1919: Manilla, Filipijnen
- 1921: Shanghai, China
- 1923: Osaka, Japan
- 1925: Manilla, Filipijnen
- 1927: Shanghai, China
- 1930: Osaka, Japan
- 1934: Manilla, Filipijnen
- 1938: Osaka, Japan (geannuleerd)